# Cộng Thanh Thành
Cộng Thanh Thành (tiếng Trung: 共青城; bính âm: Gòngqīngchéng) là một thành phố cấp phó địa khu thuộc địa cấp thị Cửu Giang, tỉnh Giang Tây, Trung Quốc. Cộng Thanh Thành nguyên nằm ở nơi giao giới giữa ba huyện Đức An, Vĩnh Tu và Tinh Tử; dưới chân Lư Sơn, sát hồ Bà Dương. Cộng Thanh Thành có diện tích 193 km², nhân khẩu khoảng 120.000 người, trong đó nhân khẩu thường trú là 68.000 người. Cộng Thanh Thành là thành thị duy nhất tại Trung Quốc được đặt tên theo Cộng Thanh Đoàn.

## Lịch sử
Ngày 16 tháng 10 năm 1955, những người tình nguyện thuộc Cộng Thanh Đoàn Thượng Hải đến khu vực này khai hoang, lập ra Cộng Thanh Xã. 40 ngày sau đó, Thư ký Trung ương Đoàn Hồ Diệu Bang đến đây thị sát. Tháng 12 năm 1984, Tổng thư ký Trung ương Đảng Hồ Diệu Bang lần thứ hai đến nơi này, phỏng theo Komsomolsk-na-Amure của Liên Xô mà đặt tên nơi này là "Cộng Thanh Thành".
Năm 1992, chính quyền Giang Tây phê chuẩn việc thành lập khu phát triển mở cửa Cộng Thanh Thành. Năm 1994, thành lập Khu đầu tư thương gia Đài Loan Cộng Thanh. Năm 2002, Cộng Thanh Thành được cho phép thành lập chính quyền, cấp phó sảnh. Tháng 10 năm 2002, Cộng Thanh Thành được xác định là một cơ cấu thuộc chính quyền Cửu Giang- Quản ủy hội khu phát triển mở cửa Cộng Thanh Thành.
Năm 2010, Quốc vụ viện phê chuẩn thăng Cộng Thanh Thành là một thành phố cấp phó địa.
Cộng Thanh Thành đông giáp hồ Bà Dương, tây nằm sát đường sắt Bắc Kinh-Hồng Kông, đường sắt liên thành Nam Xương-Cửu Giang, quốc lộ 105 và đường cao tốc Nam Xương-Cửu Giang; bắc nhìn lên Lư Sơn, cách sân bay quốc tế Xương Bắc Nam Xương 30 km.

## Hành chính
Cộng Thanh Thành được chia ra làm 6 đơn vị hành chính cấp hương, gồm 1 nhai đạo, 2 trấn và 3 hương. 
- Nhai đạo: Trà Sơn (茶山街道)
- Trấn: Cam Lộ (甘露镇), Giang Ích (江益镇)
- Hương: Kim Hồ (金湖乡), Tô Gia Dàng (苏家垱乡), Trạch Tuyền (泽泉乡)